# Flygskola (Sverige)
En flygskola är i Sverige en av en behörig instans godkänd skola för utbildning till flygcertifikat eller för påbyggnadsutbildning inom ett certifikat. Godkännandet av flygskolan görs antingen direkt av Transportstyrelsen eller genom delegation.
En flygskola kan vara kommersiell och rikta sig till yttre kunder eller utgöra en del av ett flygbolag, en flygklubb eller ett flygförbund för intern utbildning. 
Tack vare internationell samordning av undervisningens innehåll och omfattande användning av flygspråket engelska i undervisningen kan en pilot med trafikflygarcertifikat få anställning som pilot i ett annat land utan ytterligare utbildning. En privatflygare kan tillåtas flyga i andra länder med ett normalklassat luftfartyg under förutsättning att utbildningen i radiotelefoni skett på engelska. För flygning med experimentklassade flygplan, flygning med ultralätta flygplan och för segelflygning kan särskilt tillstånd krävas för flygning i varje enskilt land.

## Internationellt erkända flygskolor direkt godkända av Transportstyrelsen
På grund av internationell samordning (ledande är samordningen inom Europa och mellan Europa och USA) anges numera typen av flygskola och innebörden av undervisningen oftast på engelska.

### Flygskola för flygplan
- Registered Facility eller Registrerad Flygskola (oftast inom en flygklubb men kan även vara kommersiell). Skolan utbildar till privatflygarcertifikat, Private Pilot License, PPL, och vanligen olika behörigheter till detta certifikat

- Flight Training Organisation, FTO (kommersiell). Skolan utbildar i första hand till trafikflygarcertifikat, Commercial Pilot License, CPL, och olika behörigheter till CPL, exempelvis Multi Engine (ME) och Instrument Rating, IR, (instrumentbevis) men även till privatflygarcertifikat, PPL

- Type Rating Training Organisation, TRTO (vanligen inom ett flygföretag). Flygskolan utbildar piloter till typbehörigheter på flerpilotflygplan och Multi-Crew Co-operations

### Flygskola för helikopter
- Registrerad flygskola. Skolan utbildar till privatflygarcertifikat, PPL(H) samt mörkerbevis (tillstånd att flyga i mörker)

- Flight Training Organisation, FTO. Skolan utbildar till trafikflygarcertifikat - CPL (H) och olika behörigheter, t.ex. typbehörigheter och instrumentbehörighet, IR(H), samt utbildar till privatflygarcertifikat, PPL (H)

## Påbyggnadsutbildning inom ett certifikat
Påbyggnadsutbildning inom ett internationellt erkänt certifikat krävs för ny typ av luftfartyg, för en annan klass av luftfartyg och för särskilda behörigheter.
Typ av luftfartyg
Varje typ av luftfartyg som ej av flygsäkerhetsmyndigheterna (se CAA, JAA, EASA, FAA) grupperats tillsammans med någon typ som man redan godkänts för är en ny typ. Exempel på olika typer av luftfartyg är:
- Flygplantyp

Cessna 172, Piper PA-28, Saab 340, Boeing 747, Airbus A380
- Helikoptertyp

Bell 47, Robinson R22, Eurocopter Super Puma
Klass av luftfartyg
Tilläggsutbildning krävs även för en annan klass av luftfartyg. De vanligast klasserna är enmotor landflygplan, flermotor landflygplan och enmotor sjöflygplan.
Särskilda behörigheter
Till särskilda behörigheter hör flygning i mörker (med mörkerbevis), flygning under instrumentflygförhållanden, IMC (enligt IFR; med instrumentbevis), avancerad flygning och behörighet att bogsera segelflygplan. Ett instrumentbevis berättigar även till flygning i mörker.

## Övriga flygskolor (varmluftsballong, ultralätt flyg, segelflyg)
- Flygskola för varmluftsballong. Godkänns direkt av Transportstyrelsen, men utbildningen är inte internationellt koordinerad och godkänd.

- Flygskola för ultralätt flyg. En flygskola för utbildning till förarcertifikat-UL godkänns av KSAK genom delegation från Transportstyrelsen. För en annan typ av ultralätt flygplan än som UL-certifikatinnehavaren tidigare utbildats för krävs tilläggsutbildning. Behörigheter som mörkerbevis, instrumentbevis och för avancerad flygning förekommer inte inom ultralätt flyg.

- Flygskola för segelflygning. En flygskola för utbildning till segelflygarcertifikat godkänns av Svenska segelflygförbundet genom delegation från Transportstyrelsen. Svenska segelflygförbundet genomför också i egen regi utbildning av segelflyglärare och fortbildning av dessa i avancerad flygning och flygning under instrumentflygförhållanden, IMC.